# Martindale (Pharmacopoe)
Martindale ist ein Nachschlagewerk oder Arzneibuch, das über 6.000 Drogen und Arzneistoffe aus aller Welt, einschließlich Details über 161.000 proprietäre Zubereitungen enthält. Darüber hinaus enthält es 675  Behandlungskonzepte und bewertet diese. Es erschien zuerst im 1883 unter dem Titel Martindale: The Extra Pharmacopoeia. Martindale enthält Informationen über Medikamente in der klinischen Anwendung weltweit, sowie ausgewählte Prüfpräparate und tierärztlich verwendete Arzneimittel, pflanzliche und komplementärmedizinische Zubereitungen, sowie Pharmahilfsstoffe, Vitamine und Nahrungsergänzungsmittel, Impfstoffe, Radiopharmaka, Kontrastmittel und Diagnostika, medizinische Gase, Rausch-  und Freizeitdrogen, Giftstoffe, Desinfektionsmittel und Pestizide.

## Internationale Nützlichkeit
Martindale enthält Drogen und Arzneistoffe von klinischen Interesse überall auf der Welt. Er bietet eine nützliche Informationsquelle für Patienten, die aus dem Ausland anreisen, um ihre vorhandenen Medikamente zu identifizieren. Er kann zeigen, unter welchem anderen Markennamen ein Arzneistoff in anderen Ländern verfügbar ist. Alternativ kann die Stoffklasse bestimmt werden, so dass ein Apotheker oder Arzt in der Lage ist, zu bestimmen, welcher alternative Arzneistoff eingesetzt werden kann. Monographien enthalten Chemical Abstracts Service (CAS), Anatomisch-Therapeutisch-Chemisches Klassifikationssystem (ATC)  und den FDA-(UNII)-Code, um Leser auf andere Informationssysteme zu verweisen.

## Anordnung
Martindale ist in zwei Hauptteile gegliedert, gefolgt von drei umfangreiche Indizes:
Monographien – Drogen und Zusatzstoffe
Aufgelistet sind 5.930 Monographien, die in 49 Kapiteln angeordnet sind. Sie basieren auf der Grundlage von klinischem Einsatz mit der entsprechenden Bewertung von Therapien. Die Monographien beschreiben Nomenklatur, Eigenschaften und Wirkungen des Stoffes.
Ein Kapitel über ergänzende Drogen und andere Substanzen umfasst 1095 Monographien über neue Medikamente, die anderweitig nicht klassifiziert sind, über Heilkräuter und Drogen, die nicht mehr klinisch verwendet werden aber immer noch von Interesse sind. Monographien über einige Giftstoffe sind ebenfalls enthalten.
Präparate
Die Präparatenliste umfasst über 161.000 Artikel aus Argentinien, Australien, Österreich, Belgien, Brasilien, Kanada, Chile, Tschechien, Dänemark, Finnland, Frankreich, Deutschland, Griechenland, Hongkong, Ungarn, Indien, Indonesien, Irland, Israel, Italien, Japan, Malaysia, Mexiko, den Niederlanden, Neuseeland, Norwegen, Philippinen, Polen, Portugal, Russland, Singapur, Südafrika, Spanien, Schweden, Schweiz, Thailand, Türkei, Ukraine, den Vereinigten Arabischen Emiraten, dem Vereinigten Königreich, USA und Venezuela.
Index
- Generalindex mit 172.000 Einträgen von pharmazeutischen Fachbegriffen, Synonymen und chemischen Fachbegriffen in 13 der gebräuchlichsten europäischen Sprachen.

- Directory of Manufacturers mit 15.300 Herstellern.

- Das Pharmazeutisches Fachwörterbuch umfasst 5.600 pharmazeutische Fachbegriffe in 13 europäischen Sprachen. Ein separater Abschnitt in kyrillisch listet das Fachvokabular in Russisch und Ukrainisch auf. Die Einträge dienen zum Verständnis von Produktinformationen, Beipackzetteln und Dosierungsanweisungen von Nichtmuttersprachlern.

Die digitale Versionen enthält zusätzlich 1.100 Monographien über Drogen, 46.000 Artikel über Präparate und die Namen von 6.700 Herstellern.

## Ausgaben (Auswahl)
Bis heute gibt es 37 Editionen des Martindale. Die 37. Ausgabe erschien im April 2011.
- Martindale: The Extra Pharmacopoeia. 1st Ed. 1883.

Facsimile. Reprint 2008. ISBN 978-0-85369826-5
- The extra pharmacopoeia of Martindale and Westcott. Revised by W. Harrison Martindale and Wynn Westcott. 14. Ausgabe London 1910.Online-Ausgabe
- Martindale. The Complete Drug Reference 36th Edition. Free Download pdf ebook.
- Sean C. Sweetman (Hrsg.): Martindale: Die Extra-Pharmakopoe. 37. Auflage. London: Pharma Press 2011. ISBN 978-0-85369-933-0.

- Verzeichnis der Ausgaben 1904-1932